# الکس رید
الکس رید (انگلیسی: Alex Reid؛ زادهٔ ۲۵ سپتامبر ۱۹۶۵) فیلم‌نامه‌نویس، و تهیه‌کننده تلویزیونی اهل ایالات متحده آمریکا است. وی همچنین برندهٔ جوایزی همچون جوایز امی ساعات پربیننده و جایزه امی ساعات پربیننده برای نویسندگی مجموعه کمدی شده‌است.